# Гессен-Кассель

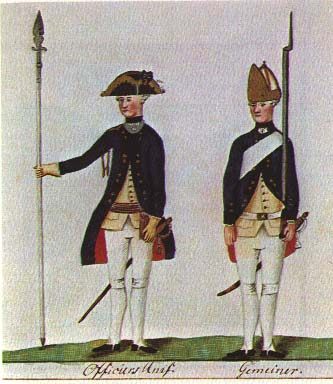
Гессен-Кассельские военнослужащие офицер (слева) и солдат, 1783 год.

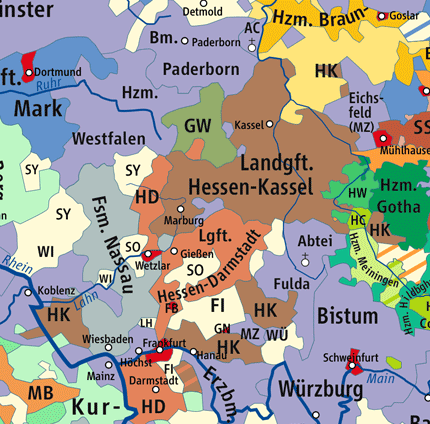
Ландграфство Гессен-Кассель в 1793

Ге́ссен-Ка́ссель (нем. Hessen-Kassel, иногда нем. Hessen-Cassel) — немецкое имперское княжество (государство), существовавшее с 1567 года по 18 августа 1866 года, когда был подписан Союзный договор Пруссии с северогерманскими государствами (нем. Bündnisvertrag Preußens mit den Norddeutschen Staaten), по которому Гессен-Кассель стал частью Пруссии.

## Общая информация
Государство образовалось в ходе раздела ландграфства Гессен после смерти его правителя — Филиппа I в 1567 году. Его старший сын — Вильгельм IV получил северные владения со столицей в Касселе. В 1803 году было преобразовано в курфюршество Священной Римской империи под названием курфюршество Гессен или Кургессен. В 1806 году курфюрст Вильгельм I был отстранён от власти Наполеоном, присоединившим Гессен-Кассель к королевству Вестфалия и поставившим во главе своего брата Жерома. Вернувшийся к власти в 1813 году Вильгельм I учредил военный орден Железный шлем в память войны за освобождение от наполеоновских войск. В 1866 году Гессен-Кассель был аннексирован Пруссией, войдя в состав провинции Гессен-Нассау (Hessen-Nassau). В настоящее время земли бывшего курфюршества составляют часть территории государства (федеральной земли) Гессен.

## История

### XVII—XVIII века
Со времён реформации Гессенский дом за несколькими исключениями придерживался протестантизма. Ландграфы Филипп I, Вильгельм V, и Морис женились на потомках чешского короля Йиржи из Подебрад. После Вильгельма VI, матери правителей княжества были потомками Вильгельма I Оранского — лидера голландской революции.
В 1604 году ландграфство расширилось за счёт присоединения Гессен-Марбурга, чья правящая династия оборвалась со смертью ландграфа Людвига IV. Из-за спора о наследовании этого владения с Гессен-Дармштадтом велась Гессенская война, активная фаза которой длилась с 1620-х по 1645 г.
В течение Тридцатилетней войны кальвинистский Гессен-Кассель являлся наиболее верным немецким союзником Швеции. Вильгельм V, а после его смерти в 1637 году, и его вдова-регент Амелия Ганауская (внучка Вильгельма I Оранского), поддерживали Францию и Швецию, снабжая войска и поддерживая гарнизоны, пока княжество было оккупировано имперскими войсками. При Вильгельме VI, по Вестфальскому миру (1648 год) была приобретена большая часть графства Шаумбург и Херсфельдское аббатство.
Во время правления Фридриха I (который с 1720 года стал королём Швеции, женившись на Ульрике Элеоноре, сестре Карла XII) ландграфство Гессен-Кассель вступило в личную унию со Швецией на период с 1730 по 1751 года. В это время княжеством управлял младший брат Фридриха I — принц Вильгельм, после 1751 года правивший под именем Вильгельма VIII до 1760 года. Ему удалось собрать картинную галерею, которая соперничала по своему богатству с Дрезденской.

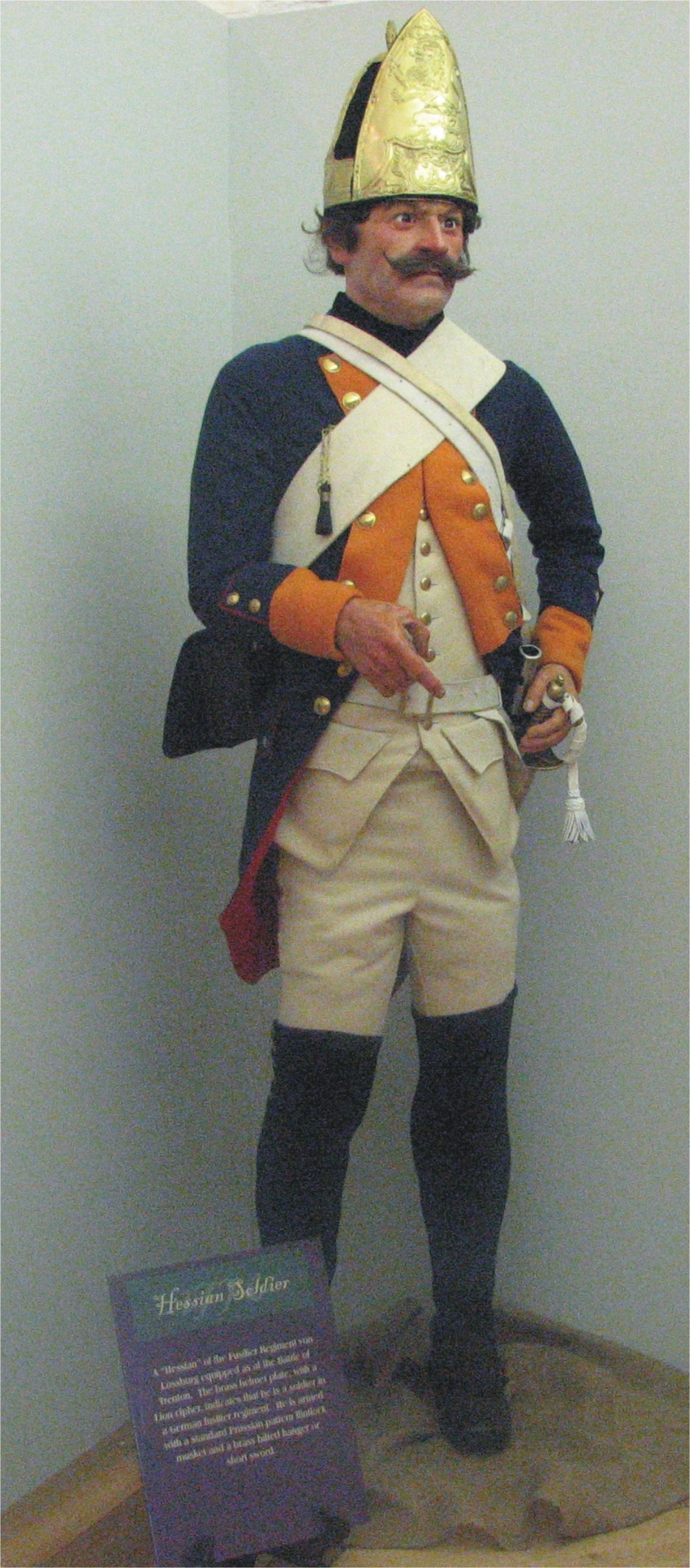
Гессенский солдат (наёмник), североамериканский музей.

#### Роль Гессен-Касселя в истории США
В XVIII веке ландграф Гессен-Касселя, наряду с некоторыми другими немецкими владетельными князьями, сдавал своих военнослужащих целыми подразделениями в наём другим правителям, в том числе английскому королю.
В течение XVIII столетия правители княжества держали под ружьём 7 % населения страны, причём не для собственных нужд, а для сдачи в аренду. Гессенские наёмники активно участвовали на стороне британцев в войне против сторонников независимости США.
Хотя ландграф был родственником (дядей) английского короля Георга III, войска предоставлялись не безвозмездно, а за значительную плату. Участие гессенских наёмников в военных действиях в дальнейшем нашло широкое отражение в американской культуре. В частности, они упоминаются в фильме «Сонная Лощина».

### XIX век
В ходе немецкой медиатизации 1803 года ландграфство Гессен-Кассель стало курфюршеством Гессен. Тем самым статус правителя ландграфства Вильгельма IX повысился и он стал курфюрстом Вильгельмом I.
В отместку за поддержку Пруссии земли Вильгельма I в 1807 году вошли в состав королевства Вестфалия, где стал править Жером Бонапарт. После поражения Наполеона Вильгельм сохранил свой титул курфюрста. После 1813 года Гессен был признан независимым государством, а в 1815 году вступил в Германский союз. В 1817 году Вильгельм I дал стране конституцию.
В 1821 году ему наследовал сын, Вильгельм II, который в 1831 году даровал своим подданным либеральную  конституцию и начал править страной совместно со своим наследником (курпринцем).
В 1847 году курпринц стал курфюрстом под именем Фридрих Вильгельм I. Политика его министра Гассенпфлуга, служила источником постоянного недовольства. Они продолжались и после отставки Гассенпфлуга.
Это недовольство ещё более усилилось, когда Фридрих Вильгельм I  задумал внести изменения в конституцию и учредил комиссию для обсуждения этого вопроса. Вскоре, однако, вызванное первыми известиями о февральской революции во Франции движение заставило курфюрста уступить требованиям народа. В правительство вошли Эбергард и Випперман, пользовавшиеся доверием страны, и проведен был целый ряд реформ (амнистия, свобода совести, право петиции и сходок, свобода печати). Сочувствуя объединению Германии, министерство и сейм высказались в пользу имперской конституции (3 января 1849), и курфюрст, вопреки собственному желанию, должен был её одобрить, а затем согласиться на присоединение Гессена-Касселя к «союзу 3-х королей». При этом, однако, курфюрст заявил, что не допустит вмешательства союза во  внутренние дела своей страны.
В 1850 году курфюрст отправил в отставку либеральное правительство и во главе нового опять поставил ненавистного для гессенцев Гассенпфлуга, который не замедлил разойтись с сеймом и дважды распустил его, после чего стал силой собирать налоги, несмотря на протесты судов и всех административных учреждений. Недовольство жителей Гессен-Касселя приняло угрожающий характер, так что Гассенпфлугу пришлось обратиться к союзному сейму Германского союза с просьбой прислать войска для усмирения протестующих. Сейм согласился, и  1 ноября 1850 года австрийско-баварский экзекуционный корпус занял Ганау. Пруссия, протестовавшая против этой меры, двинула было свои войска в пределы курфюршества, но вследствие ольмюцкого соглашения отозвала их обратно, так что Гассенпфлуг мог довести до конца начатое им дело. Страна была усмирена и экзекуционный корпус был отозван в августе 1851 года.
По требованию Австрии и Пруссии союзный сейм 27 марта 1852 года объявил гессен-кассельскую конституцию 1831 года утратившей силу и потребовал от курфюрста издать новую конституцию. 13 апреля была обнародована временная конституция. Палаты, в конце 1853 года, потребовали её пересмотра, но были распущены и до 1855 года правительство обходилось без них. Все созываемые после этого палаты продолжали протестовать против конституции 1852 года; но правительство и при сменившем Гассенпфлуга Шеффере отклоняло все протесты. В сочетании с чрезмерными налогами всё это вызвало брожения в народе: жители Гессена требовали возвращения к прежней конституции (1831 года).
Курфюрст, вместо этого, 30 мая 1860 года обнародовал новую, ещё более консервативную конституцию. К протесту против неё примкнуло общественное мнение всей Германии. Напрасно Пруссия, Австрия и Баден требовали через союзный сейм изменения конституции 1860 года. Лишь после ультиматума Пруссии и мобилизации 2-х корпусов, курфюрст уступил: 21 июня 1862 года страна получила обратно конституцию 1831 года и правительство было заменено новым. Раздоры всё-таки не прекращались, потому что правительство отклоняло все требования народа.
Во время Австро-прусской войны Гессен-Кассель стал союзником Австрийской империи. В том же году курфюршество было занято прусскими войсками, а сам курфюрст был отвезен в Штеттин. После этого Гессен-Кассель вместе с Нассау и Франкфуртом-на-Майне, 18 августа 1866 году потеряли всякую самостоятельность и вошли в состав прусской провинции Гессен-Нассау.

### XX век
После Ноябрьской революции 1918 года Гессен-Нассау продолжил оставаться провинцией Пруссии, после установления в которой республиканской формы правления ставшей называться «Свободное государство Пруссия». После разгрома нацистской Германии в период 1945—1949 гг. был частью американской оккупационной зоны. 19 сентября 1945 года вместе с Гессен-Дармштадтом вошёл в созданную оккупационными властями землю Большой Гессен (Groß-Hessen), которая в 1949 году была преобразована в федеральную землю Гессен и включена в созданную Федеративную республику Германия.

## Государственный строй (в XIX веке)
Глава государства — Курфюрст.
Законодательный орган — Кургессенское Собрание Сословий (Kurhessische Ständeversammlung), состоявший из Верхней палаты, состоявшей из титулованного дворянства, и Нижней палаты, избиравшейся выборщиками на основе имущественного ценза.

## Административное деление (в XIX веке)
Территория Гессен-Касселя делилась на четыре провинции:
- Фульда
- Ханау
- Нижний Гессен
- Верхний Гессен

Провинции делились на районы.